# Asterina gymnemae
Asterina gymnemae är en svampart som beskrevs av Hosag. & Jac. Thomas 2010. Asterina gymnemae ingår i släktet Asterina och familjen Asterinaceae.   Inga underarter finns listade i Catalogue of Life.